# Krocionóg krwawoplamy
Krocionóg krwawoplamy (Blaniulus guttulatus) – gatunek dwuparca z rzędu Julida i rodziny Blaniulidae. Ma ciało drobne, cienkie, barwy białawej, z czerwonymi plamami po bokach oraz bardzo dużą i zmienną liczbę nóg – od 59 do 103 par. Jest gatunkiem pochodzącym z południowo-zachodniej Europy, ale został szeroko rozprzestrzeniony. Występuje także jako gatunek obcy w Polsce. Opisywany jest jako szkodnik upraw rolnych.

## Opis
Krocionóg krwawoplamy ma ciało drobne, cienkie, barwy białawej lub żółtoszarej, z czerwonymi bocznymi plamami, po jednej parze na segment tam gdzie są. Osiąga długość 7,5-16 mm i szerokość 0,4-0,7 mm.
Posiada charakterystyczne dla dwuparców gruczoły obronne. Brak ich na segmentach bez nóg. Są widoczne jako wspomniane czerwone plamy na bokach. Wydzielany przez nie płyn ma kolor czerwony. Zawiera m.in. benzochinony i estry kwasów tłuszczowych.
Ma bardzo dużą i zmienną liczbę odnóży krocznych – od 59 do 103 par, na segmentach od 2–go do 4–go za głową po jednej parze, dalej po 2 pary. U samca obydwie pary odnóży 7-go segmentu są przekształcone w nóżki kopulacyjne. Wystają one na zewnątrz ciała, nie są ukryte w kieszonkach. Zmieniona jest również pierwsza para odnóży samca.
Pierwszy segment za głową (szyjny) jest największy. Przedostatni segment (preanalny) tworzy płytkę ogonową bez wyrostka, ostatni (analny) pokrywy odbytowe i płytkę odbytową. Według niektórych autorów segment analny dwuparców jest częścią preanalnego, stanowiącego wtedy ostatni pierścień (telson).
Na zapierścieniach diplosegmentów (segmentów podwójnych) i pokrywach odbytowych ma szczecinki.
Na głowie znajdują się siedmioczłonowe czułki. Krocionóg krwawoplamy jest zwierzęciem ślepym – nie ma oczu. Nie ma też narządów Tömösváry’ego.

## Tryb życia
Krocionóg krwawoplamy jest gatunkiem synantropijnym, czyli związanym z człowiekiem.
Jest polifagiem, czyli zwierzęciem wielożernym. Odżywia się nie tylko pokarmem roślinnym, ale żeruje również na odchodach i zwłokach bezkręgowców i kręgowców. Jest też spotykany w gniazdach mrówek.
Posądza się go o bycie szkodnikiem upraw rolnych na polach, w ogrodach, szklarniach i inspektach. Dotyczy to szczególnie upraw ziemniaków i truskawek. Pojawia się również na innych warzywach i owocach – burakach cukrowych, ogórkach, fasoli, grochu, roślinach ozdobnych w szklarniach, marchwi, pietruszce, poziomkach, kukurydzy, słoneczniku a nawet w szkółkach leśnych.
Żeruje na kiełkujących nasionach (szczególnie ogórkach i fasoli), młodych roślinach, korzeniach (np. grochu), bulwach, owocach, liściach.
W ciągu dnia na podziemnych częściach roślin, w nocy na powierzchni.
Często podejrzewa się, gatunek ten uważany jest za szkodnika prawdopodobnie niesłusznie. Wynika to stąd, że żeruje na roślinach tylko w specyficznych warunkach:
- gdy części roślin są uszkodzone, gnijące[9][6], lub rośliny zostały wcześniej zaatakowane przez inne szkodniki, jak na przykład ziemniaki zarażone Phytophthora infestans[6]. Z tego powodu można go uznać nawet za gatunek pożyteczny, ponieważ usuwa gnijące substancje. Narządy zmysłowe tego krocionoga są pobudzane, gdy przez uszkodzoną powierzchnię rośliny wydostają się cukry[9]. Niektórzy jednak uważają, że krocionóg krwawoplamy jest pierwotnym szkodnikiem[6].
- przy małej wilgotności powietrza. Wtedy źródłem wilgoci mogą stać się dla niego kiełkujące rośliny[9].

Zdarzają się pojawy masowe, inwazyjne tego krocionoga – na przykład w 2011 roku w Krakowie i w 2010 roku w Lublinie.
Krocionóg krwawoplamy obwiniany jest również o to, że:
- przenosi bakterie chorobotwórcze mogące wywołać zapalenie płuc i zaburzenia przewodu pokarmowego[7]
- dotknięty może wywołać miejscowe zapalenie skóry[7]
- broniący się wydziela nieprzyjemny zapach[7]

## Występowanie
Krocionóg krwawoplamy pochodzi z południowo–zachodniej Europy. Jest jedynym przedstawicielem rodzaju Blaniulus, który rozprzestrzenił się na wschód jako gatunek synantropijny.
Jego zasięg obejmuje środkową część Europy od Francji do zachodniej Rosji i od Włoch do Skandynawii. Jest też na Wyspach Kanaryjskich. W Polsce występuje w całym kraju, synantropijnie. Może wydostawać się ze szklarni i inspektów do ogrodów, na pola uprawne, do parków.
Został również introdukowany w Ameryce Północnej (Stany Zjednoczone, Kanada), Australii, Nowej Zelandii, na Azorach, w Ameryce Południowej (Boliwia, Argentyna).

## Literatura
- Wanda Stojałowska: Krocionogi (Diplopoda) Polski. Warszawa: Polska Akademia Nauk, Instytut Zoologiczny; Państwowe Wydawnictwo Naukowe, 1961. Brak numerów stron w książce